# Ústí nad Labem (regio)
De Regio Ústí nad Labem (Tsjechisch: Ústecký kraj) is een Tsjechische bestuursregio in het noordwesten van Bohemen.

## Steden
De hoofdstad is Ústí nad Labem.
Enkele andere steden zijn:
- Louny
- Chomutov
- Děčín
- Litoměřice
- Most
- Teplice
- Hřensko

## Bezienswaardigheden
- Boheems Zwitserland met Pravčická brána, grootste natuurlijke zandstenen brug van Europa
- Panská skála

Hradec Králové · Karlsbad · Liberec · Midden-Bohemen · Moravië-Silezië · Olomouc · Pardubice · Pilsen · Praag · Ústí nad Labem · Vysočina · Zlín · Zuid-Bohemen · Zuid-Moravië

Districten (Stadsdistricten van Praag) · Gemeenten 
Děčín · Chomutov · Litoměřice · Louny · Most · Teplice · Ústí nad Labem